# Urolophus paucimaculatus
Urolophus paucimaculatus is een vissensoort uit de familie van de doornroggen (Urolophidae). De wetenschappelijke naam van de soort is voor het eerst geldig gepubliceerd in 1969 door Dixon.